# Компанцева Лариса Феліксівна
Лари́са Фе́ліксівна Компа́нцева (нар. 13 листопада 1967 року, Луганськ) — вчена-мовознавець, доктор філологічних наук (2007).

## Біографічні дані
Народилася 13 листопада 1967 року в Луганську.
У 1989 році закінчила Луганський педагогічний інститут. Працювала вчителем. 
З 1991 по 2008 рік — у Луганському педагогічному університеті. З 2008 — головний науковий співробітник Національній академії оборони України; з 2009 року — завідувач кафедри теорії і практики перекладу Національної академії СБУ.

## Наукова робота
Проводить наукові дослідження інтерлінгвістики, соціальної комунікації, теорії комунікації.

### Основні праці
За ЕСУ:
- Политические ресурсы Интернета: гендерный конфликт // Украина: Зона контрадикции. — Лг.; Женева, 2005;
- Философия Сети Интернет: школа Бернарда Лонергана и славянский опыт. — Лг., 2006;
- Гендерные основы Интернет-коммуникации в постсоветском пространстве. — Лг., 2008;
- Интернет-лингвистика: когнитивно-прагматический и лингвокультурологический подходы. — Лг., 2008;
- Інтернет-лінгвістика(інші мови): навч. посіб. — К., 2009.[1]